# Kurt Boström
Kurt Georg Verner Boström, född 25 mars 1932, död 30 november 2012, var en svensk maringeolog och geokemist. År 1962 förordnades han som "research oceanographer" vid Scribbs Institute of Oceanography i San Diego. År 1967 blev han assistant professor i marin geokemi vid University of Miami och befordrades 1972 till professor i samma ämne. 
År 1973 disputerade han vid Stockholms universitet och utnämndes 1974 till professor i ekonomisk geologi, som en av de första professorerna vid den unga  Högskolan i Luleå. År 1977 valdes han som Högskolans förste dekanus. År 1981 blev han professor i mineralogi, petrologi och geokemi vid Stockholms Universitet. Han invaldes 1976 som ledamot av Ingenjörsvetenskapsakademien och blev 1980 ledamot av Vetenskapsakademien.